# Степне (Хлібодарівська сільська громада)
Степне́ — село (до 2011 року — селище) Хлібодарівської сільської громади Волноваського району Донецької області України.

## Загальні відомості
Степне є центром Степнянської сільської ради. Відстань до райцентру становить близько 33 км і проходить автошляхом місцевого значення. Землі села межують із с. Малий Керменчик, Великоновосілківський район, Донецької області.

## Населення

### Мова
Розподіл населення за рідною мовою за даними перепису 2001 року:
| Мова       | Кількість | Відсоток |
| ---------- | --------- | -------- |
| українська | 512       | 64.08%   |
| російська  | 287       | 35.92%   |
| Усього     | 799       | 100%     |

За даними перепису 2001 року населення села становило 799 осіб, із них 64,08 % зазначили рідною мову українську та 35,92 % — російську.